# Братан Ценов
 Братан Ценов Гаврилов  е български спортист, борец и треньор.

## Биография
Роден е в Луковит на 7 януари 1964 г. Постъпва в Средно спортно училище „Асен Драганов“, Ловеч, профил „Борба“ (1975). В учението и спорта проявява трудолюбие, желание и воля. Завършва средно образование с отличен успех, примерно поведение, сребърен медал на Министерството на народната просвета и званието заслужил майстор на спорта. Негови са най-високите спортни успехи на училището: 6 златни, 2 сребърни и 3 бронзови медала от републикански, европейски и световни първенства за юноши и младежи по борба.
От 1982 г. е състезател по борба, класически стил в ЦСКА (София) в категория 48 и 52 килограма. Първата си световна титла печели на първенството в Киев (1983). Същата година е и европейски шампион в (Будапеща). За постигнати високи спортни успехи е награден с Орден „Народна република България“ I ст.
На международния турнир „Дружба 84“ (Будапеща) Братан Ценов изнася истинска лекция по борба в двубоя за златния медал с представителя на домакините Валдас. Помощта на публиката и симпатиите на съдиите помагат на Валдес да се задържи на тепиха... по-малко от 3 минути. Братан налита като оса, хвърля през мост, сваля противника в партер и 22 секунди преди края на първата част е набрал 12 технически точки, които му носят победа с технически туш и златния медал. През 1985 г. печели 22-рия турнир „Никола Петров“ и „Златния пояс“, като побеждава всичките си съперници с разгромяващо техническо превъзходство и каскади от показни класически хвърляния през гърди.
Идва и олимпийския успех на Олимпиадата в Сеул (1988), бронзов медал, за който е награден с Орден „Народна република България“ III ст.
Отличава се на световните първенства в Колботън (1985), Будапеща (1986), сребърни медали и Рим (1990), бронзов медал. Европейски шампион от първенствата в Лайпциг (1985), Ащафенбург (1991); сребърен медал от Атина (1986), Тампере (1987) и Копенхаген (1992); бронзов медал от Колботън (1988).
„За големи заслуги към златната история на борбата в България през XX век“ е удостоен със специалния плакет на Българската федерация по свободна и класическа борба. От 1989 г. е студент в Националната спортна академия, където се дипломира с квалификация треньор. Активната състезателна дейност приключва през 1996 г.
От 1997 г. е старши треньор на националния отбор по класическа борба. Спортните успехи го съпътстват и тук. На европейското първенство в София (1999) печели 2 златни, 1 сребърен, 1 бронзов медал и отборната титла. За този успех Българската федерация по свободна и класическа борба го обявява за Най-добър треньор за 1999 г. Националният отбор по класическа борба печели и: олимпийски медали – златен в Сидни (2000), бронзов в Атина (2004) и Пекин (2008); медали от световни първенства – златен в Париж (2003), 2 златни в Будапеща (2005); медали от европейски първенства – златен в Белград (2003), 2 златни във Варна (2005) и отборната титла; по 2 медала в Тампере (2008) и Вилнюс (2009).
През 2005 г. е избран за „Най-добър треньор на годината“ сред всички спортове.

### Почетен гражданин
- Почетен гражданин на Ловеч от 29 септември 1983 г. „За заслуги в спорта и завоюване на световната титла на шампионата в Киев през 1983 г.“
- Почетен гражданин на Луковит от 28 април 2006 г.